# Up Around the Bend
Singles de Creedence Clearwater Revival
Travelin' Band / Who'll Stop the Rain
(1970) Lookin' Out My Back Door / Long As I Can See the Light
(1970)
Pistes de Cosmo's Factory
Run Through the Jungle My Baby Left Me
Up Around the Bend est une chanson du groupe de rock américain Creedence Clearwater Revival écrite et composée par John Fogerty. Elle sort en 45 tours en avril 1970 avec en face B le morceau Run Through the Jungle. Les deux titres sont présents sur l'album Cosmo's Factory.
Le single Up Around the Bend / Run Through the Jungle obtient un succès international, se classant no 1 au Canada, en Australie et aux Pays-Bas.
Up Aroud the Bend a été reprise par Elton John, Hanoi Rocks, Social Distortion et Johnny Hallyday sous le titre français " que restera t-il ?" 

## Classements hebdomadaires et certifications
| Classement (1970)                       | Meilleure place |
| --------------------------------------- | --------------- |
| Allemagne (Media Control AG)            | 3               |
| Australie (ARIA)                        | 1               |
| Autriche (Ö3 Austria Top 40)            | 3               |
| Belgique (Flandre Ultratop 50 Singles)  | 2               |
| Belgique (Wallonie Ultratop 50 Singles) | 4               |
| Canada (RPM 100 Singles)                | 1               |
| États-Unis (Billboard Hot 100)          | 4               |
| France (IFOP)                           | 23              |
| Irlande (IRMA)                          | 3               |
| Norvège (VG-lista)                      | 2               |
| Pays-Bas (Nederlandse Top 40)           | 1               |
| Pays-Bas (Single Top 100)               | 1               |
| Royaume-Uni (UK Singles Chart)          | 3               |
| Suisse (Schweizer Hitparade)            | 6               |

| Pays                    | Certification | Date       | Unités certifiées |
| ----------------------- | ------------- | ---------- | ----------------- |
| États-Unis (RIAA)       | 2 × Platine   | 23/06/2025 | 2 000 000         |
| Nouvelle-Zélande (RMNZ) | Platine       | 22/06/2023 | 30 000            |
| Royaume-Uni (BPI)       | Argent        | 22/03/2024 | 200 000           |

## Dans la culture
La chanson Up Around the Bend est une des musiques de la bande originale du film français L'Eau froide d'Olivier Assayas, sorti en 1994.